# Antissella parvidentata
Antissella parvidentata är en tvåvingeart som först beskrevs av Macquart 1850.  Antissella parvidentata ingår i släktet Antissella och familjen vapenflugor. Inga underarter finns listade i Catalogue of Life.